# Bitwy pod Barfleur i La Hougue
Bitwy morskie pod Barfleur i La Hougue – dwa powiązane starcia morskie wojny palatynackiej stoczone w dniach 29 maja–3 czerwca 1692 (19-23 maja według kalendarza juliańskiego) koło Barfleur i La Hougue na półwyspie Cotentin w Normandii, pomiędzy marynarką francuską a sprzymierzonymi siłami angielsko-holenderskimi. Była decydującą bitwą morską w wojnie toczonej przez Francję z Ligą Augsburską.

## Historyczne tło wydarzeń
W maju 1692 francuska flota złożona z 44 okrętów liniowych (3142 działa) pod wodzą Anne Hilarion de Tourville'a dokonywała transportu sił francusko-irlandzkiej armii inwazyjnej, której celem była restauracja panowania Jakuba II na angielskim tronie. Wcześniejsze zwycięstwo Francuzów pod Beachy Head w czerwcu 1690, stworzyło możliwość zniszczenia floty sprzymierzonych i przeprowadzenia lądowania armii inwazyjnej.
Tourville stawił czoła liczniejszej, dysponującej 98 jednostkami (8980 dział) flocie angielsko-holenderskiej koło Barfleur. Pomimo znacznej przewagi floty sojuszniczej, pod względem taktycznym bitwa została nierozstrzygnięta, a Francuzi zdołali dokonać odwrotu. Okręt flagowy Tourville’a został poważnie uszkodzony i pod osłoną mgły przez kilka dni wymykał się okrętom angielsko-holenderskim. Francuzi stracili jednak później 15 okrętów, które szukając schronienia, w większości zostały spalone przy La Hougue.

## Działania poprzedzające
Król Francji Ludwik XIV oraz jego minister floty hr. de Pontchartrain zaplanowali lądowanie 30-tysięcznej armii marszałka de Bellefondsa w Anglii w celu odzyskania tronu dla Jakuba II. Początkowo inwazję zamierzano przeprowadzić bezpośrednio po zimowej przerwie, w kwietniu 1692, zanim Anglicy i Holendrzy wyjdą w morze i połączą swe siły. Piechotę zgromadzono  w Saint-Vaast-la-Hougue, natomiast jazdę i działa ładowano na transportowce w Hawrze. Tourville miał przyprowadzić główne siły floty z Brestu dla eskortowania transportów wojska do Anglii, a następnie odeprzeć przeciwdziałania floty angielskiej. Wobec nieprzygotowania na czas transportów, wyprawę opóźniono o miesiąc, z opóźnieniem też (12 maja) przybyła eskadra okrętów z Rochefort, którą dowodził Villette-Mursay. Wciąż jednak brakowało eskadry 13 okrętów liniowych z Tulonu dowodzonej przez admirała d’Estréesa. Francuskie okręty w Breście ponadto cierpiały na brak wystarczającego wyposażenia oraz załóg. Wskutek tego gotowość osiągnęły jedynie 44 okręty liniowe, a dalszych 20 zmuszonych było pozostać w bazie. Jednakże wobec stanowczych rozkazów de Pontchartraina, zatwierdzonych osobiście przez króla, Tourville nie był w stanie wyczekiwać dłużej i 26 maja wyszedł ze swą flotą z Brestu.

## Bitwa pod Balfleur

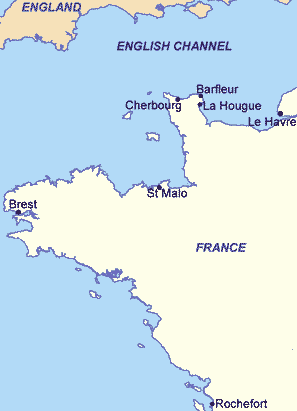
Mapka rejonu działań flot

Dnia 29 maja w pobliżu przylądka Barfleur Tourville napotkał potężną sprzymierzoną flotę angielsko-holenderską liczącą 92 okręty liniowe, 20 jednostek pomocniczych i 19 branderów, dowodzonej przez admirała Edwarda Russella. Już poprzedniego dnia otrzymał on sygnał do formowania linii bojowej wraz z flotą holenderską złożoną z 27 okrętów pod wodzą wiceadmirała (luitenant admiraal) van Almonde’a.
O 5 rano w dzienniku pokładowym okrętu Monmouth zapisano, iż flotę francuską dostrzeżono od strony zawietrznej. Choć Tourville zauważył, że przeciwnik znacznie przewyższa go liczebnie, przystąpił do starcia posłuszny rozkazom Ludwika XIV, zmuszających go do walki z nieprzyjacielem. Przy południowo-zachodnim wietrze Francuzi żeglowali z wiatrem naprzeciw 11 okrętom eskadry „Czerwonej” (Red squadron) i ok. godziny 10 weszli z nią w kontakt bojowy, a po pewnym czasie cała flota francuska zaangażowała się w walkę.
Ogień dział największych okrętów francuskich, ich zdolności manewrowe oraz talent Tourville’a pozwoliły Francuzom ostrzelać zmasowaną kanonadą okręty sprzymierzonych. Po kilkanaście okrętów obu stron odniosło poważne uszkodzenia (według niektórych źródeł, pojedynczy okręt angielski i holenderski zostały zatopione, lecz nie potwierdzają tego rejestry flot). Część jednostek floty sprzymierzonych miała problemy z przeciwnym wiatrem i aż do godziny 14 nie były w stanie wejść do walki. Sytuacja uległa zmianie, gdy wiatr zmienił swój kierunek na północno-zachodni, znacznie mniej pomyślny dla Francuzów. W końcu okrętom skrzydła po stronie sterburty floty sprzymierzonych, którym dowodził Ashby, udało się zajść Francuzów od ich zawietrznej i okrążyć centrum francuskiej linii. Zaciekła walka trwała przez wiele godzin. Tourville, którego okręt flagowy uległ ciężkiemu uszkodzeniu, podobnie jak kilka sąsiednich okrętów, uświadomił sobie, iż dalsza walka jest daremna i wydał swej flocie rozkaz rozproszenia się.
Mimo że Francuzi walczyli nadzwyczaj dzielnie, a ich najsilniejsze okręty zadały straty sprzymierzonym, decydująca okazała się liczebna przewaga floty angielsko-holenderskiej. Pod względem taktycznym walki pod Barfleur mogły być uznane za efektowne zwycięstwo Francuzów odniesione w nierównym boju, lecz Tourville nie potrafił oderwać od nieprzyjaciela swej mocno zniszczonej floty i powrócić bezpiecznie do portu. Skutkiem tego uchybienia była katastrofa przy La Hougue.

## Masakra w La Hougue

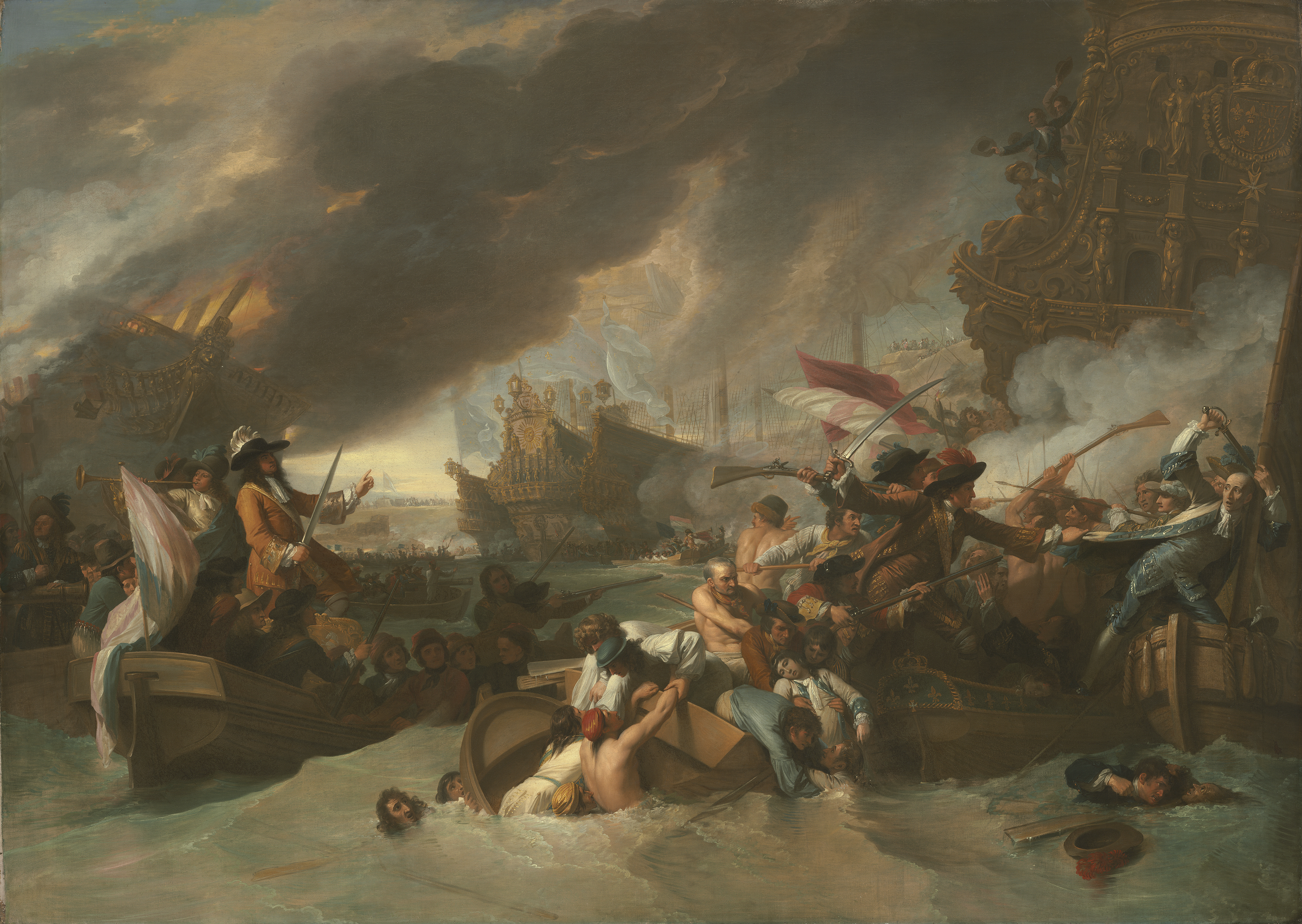
Epizod starcia pod La Hougue (mal. Benjamin West, ok. 1778)

30 maja francuski odwrót był utrudniony z powodu niepomyślnego wiatru oraz wysokich fal (wskutek oszczędności ministra floty kotwice wielu francuskich okrętów były niedostosowane do warunków panujących na kanale La Manche). Dał się we znaki także brak ufortyfikowanej przystani w Cherbourgu. Tourville  próbował ocalić swój okręt flagowy Soleil Royal, ostatecznie jednak zdał sobie sprawę z beznadziejności tych wysiłków i przeniósł się na liniowiec Ambitieux. W dniu następnym odesłał trzy najbardziej uszkodzone okręty liniowe (Soleil Royal, Admirable i Triomphant) do Cherbourga, gdzie osadzono je na mieliźnie pod osłoną baterii nabrzeżnej. 1 i 2 czerwca były tam ostrzeliwane przez angielski zespół wiceadmirała Ralpha Delavala, choć bez rezultatów. Ostatecznie 2 czerwca zostały spalone (wraz z trzema mniejszymi jednostkami) przez angielskie brandery. 
22 okręty francuskie uszły na zachód, ścigane przez cieśninę Alderney, znajdując schronienie w Saint-Malo, 3 skierowały się na północny zachód, a następnie przy sprzyjającym wietrze odeszły do Brestu. Dziesięć poważnie uszkodzonych okrętów, pod dowództwem Tourville’a, nie podejmując ryzykownego rejsu przez cieśninę koło Alderney, zawinęło do zatoki La Hougue, na południe od Barfleur. Sześć jednostek pod komendą Nesmonda wyruszyło na wschód, przy czym dwie z nich osiągnęły Le Havre, dwie uszkodzone zdryfowały do zatoki La Hougue, dwóm pozostałym udało się uratować dzięki okrążeniu całej Bretanii.
Edward Russell wyprawił Ashby’ego i Holendrów za tymi, którzy uszli do Saint-Malo. On sam z Delavalem zwrócili się przeciw pozostałym okrętom, szukającym schronienia w La Hougue, gdzie znalazły się pod ochroną zebranych wojsk lądowych i ich baterii. Dnia 2 czerwca Russell i Delaval z wykorzystaniem długich łodzi, zaatakowali jednostki nieprzyjacielskie, których załogi były zniechęcone i wyczerpane. Sprzymierzeni z powodzeniem użyli ponownie branderów, przy pomocy których spalili wszystkie francuskie okręty poszukujące bezpiecznej przystani w La Hougue (łącznie spłonęło 12 okrętów liniowych).